# Florschützova metoda
Florschützova metoda je metoda koju je razvio hrvatski kirurg Vatroslav Florschütz.
Po ovoj je metodi bio pionir u svjetskoj medicini. Prvi koji je sustavno primijenio ekstenziju prelomljenih udova sa suspenzijom na motki povrh postelje (u svjetskoj literaturi poznata »balkanska metoda« ili »balkanski okvir«).
Metodu je osmislio je još dok je radio u osječkoj bolnici, gdje je na njegova mandata naglo porastao broj i kvaliteta operacija a objavio ju je 1911. godine u Liječničkom vjesniku. Svrhovitost i učinkovitost ove metode prepoznata je u nadolazećim ratovima.
Konstruirao je ekstenzijsku aparaturu za repoziciju koštanih ulomaka pri prijelomu gornjih i donjih ekstremiteta. Danas su u literaturi poznate pod nazivom Balkan frame (balkanski okvir) ili Balkan splint (Balkan beam ), premda je ispravnije ime Florschütz Rahmen.
Odmah je prepoznata kao dobra te su ju srpski kirurzi prenijeli na Solunsko bojište, a od njih su ju preuzeli francuski i engleski kirurzi. Nažalost, dali su joj neispravno ime, “Methode Balkanique” (balkanska metoda) ili “Balcan frame”, koje ni po čemu nije vezano uz ime dr. Florschütza, usprkos što je struka nastojala na ispravljanju toga. Florschützovu metodu primijenili su i u Beču, Berlinu i Pragu, a navodno se sprovodi i danas u Francuskoj i Engleskoj.
Učinkovisto metode dr Florschütz opisao je riječima: "Polusavinuto koljeno omogućilo je da mišice pregibaljke miruju dok kod ispruženog koljena, tj. nefiziološkog položaja zgloba, nastaje aktivacija, nemir, otpor svih mišićnih skupina te bol, besanica i nemir ranjenika"